# Hearts of Fire
Hearts of Fire è un film del 1987 diretto da Richard Marquand.